# Buzen
Buzen (豊前市 Buzen-shi?) este un municipiu din Japonia, prefectura Fukuoka.